# Marijan Beneš
Marijan Beneš (ur. 11 czerwca 1951 w Belgradzie, zm. 4 września 2018 w Banja Luce) – jugosłowiański bokser, emistrz mistrzostw Europy z 1973, olimpijczyk.

## Kariera w boksie amatorskim
Odpadł w ćwierćfinale kategorii lekkopółśredniej (do 63,5 kg) na mistrzostwach Europy juniorów w 1970 w Miszkolcu.
Zwyciężył w tej wadze na mistrzostwach Europy w 1973 w Belgradzie, wygrywając m.in. z Ulrichem Beyerem z Niemieckiej Republiki Demokratycznej w półfinale i Anatolijem Kamniewem ze Związku Radzieckiego w finale. Na mistrzostwach świata seniorów w 1974 w Hawanie Startował w wadze półśredniej (do 67 kg). Odpadł w drugiej walce przegrywając ze Zbigniewem Kicką. Odpadł w eliminacjach kategorii półśredniej na mistrzostwach Europy w 1975 w Katowicach, po przegranej z Płamenem Jankowem z Bułgarii.
Na igrzyskach olimpijskich w 1976 w Montrealu odpadł w pierwszej walce po porażce z przyszłym wicemistrzem Pedro Gamarro z Wenezueli.
Był mistrzem Jugosławii w wadze półśredniej w 1973, 1974 i 1976.

## Kariera w boksie zawodowym
Przeszedł na zawodowstwo w 1977. Walczył w wadze junior średniej. W marcu 1979 zdobył tytuł zawodowego mistrza Europy (EBU) po wygranej z Gilbertem Cohenem z Francji. Trzykrotnie skutecznie bronił tego tytułu.
12 czerwca 1980 w Randers zmierzył się z Ayubem Kalule w pojedynku o tytuł mistrza świata federacji WBA w wadze junior średniej, ale przegrał jednogłośnie na punkty. Wkrótce potem utracił tytuł mistrza Europy, który bezskutecznie próbował odzyskać. Wycofał się w 1983 w związku z uszkodzeniem oka. Stoczył potem po jednej walce w 1991 i 1997.
W ostatnich latach życia cierpiał na chorobę Alzheimera.